# ピアノ五重奏曲第2番 (ドヴォルザーク)
ピアノ五重奏曲第2番 イ長調 作品81 B.155は、アントニン・ドヴォルザークが作曲した2番目のピアノ五重奏曲。1887年の8月18日から同年の10月8日にかけて作曲され、翌1888年の1月6日にプラハで初演された。1872年に作曲された第1番イ長調作品5は演奏の機会が少ないことから、一般にはドヴォルザークのピアノ五重奏曲と言えばこの曲を指すことが多い。
ピアノ五重奏曲としてはシューベルト、シューマン、ブラームス、ショスタコーヴィチの作品に並ぶ傑作とされ、ドイツ仕込みの構成と、ボヘミアの民族色を盛り込んだ意欲作として高く評価されている。

## 編成
ピアノ、ヴァイオリン2、ヴィオラ、チェロ。

## 曲の構成
4つの楽章から構成される。
- 第1楽章 Allegro ma non tant - イ長調、2分の2拍子
- 第2楽章 Dumka, Andante con moto - 嬰ヘ短調、4分の2拍子
- 第3楽章 Scherzo, Furiant: Molto vivace - イ長調、4分の3拍子
- 第4楽章 Finale, Allegro - イ長調、4分の2拍子